# Арапонга біла
Арапонга біла (Procnias albus) — вид горобцеподібних птахів родини котингових (Cotingidae).

## Поширення
Вид поширений в Суринамі, Гаяні, Французькій Гвіані. Є невеликі популяції у Венесуелі та бразильському штаті Пара. Залітні птахи трапляються на острові Тринідад.

## Опис
Птах завдовжки 27-28 см. Самці білого забарвлення. З основи дзьоба звисає м'ясистий відросток. Самиці оливково-зеленого забарвлення з білим горлом та жовтими смугами на грудях та череві.

## Спосіб життя
Живиться фруктами та ягодами. Під час шлюбної пісні самець може видати звук силою 125 дБ, що є рекордом серед птахів.